# Apostolisch vicariaat Reyes
Het apostolisch vicariaat Reyes (Latijn: Vicariatus Apostolicus Reyesensis) is een rooms-katholiek apostolisch vicariaat met als zetel Reyes, in Bolivia. Het apostolisch vicariaat is vrijgesteld en valt als immediatum direct onder de Heilige Stoel, zonder te behoren tot een kerkprovincie. Alle apostolische vicarissen tot heden (2024) waren lid van de Redemptoristen. 

## Geschiedenis
Het apostolisch vicariaat werd opgericht op 1 september 1942, uit delen van het apostolisch vicariaat El Beni o Beni.

## Parochies
Het apostolisch vicariaat had in 2020 een oppervlakte van 60.000 km2 en telde 203.802 inwoners waarvan 75,3% rooms-katholiek was.

## Apostolisch vicarissen
- Jean-Baptiste Claudel (14 juli 1943 - 12 december 1955)
- José Alfonso Tscherrig (11 december 1956 - 11 december 1970)
- Roger-Émile Aubry (14 juni 1973 - 1 mei 1999)
- Carlos Bürgler (1 mei 1999 - 18 februari 2019; coadjutor sinds 24 januari 1997)
- Waldo Rubén Barrionuevo Ramírez (1 juni 2019 - 7 juli 2022; hulpbisschop sinds 15 februari 2014, apostolisch administrator sinds 18 februari 2019)
  - Eugenio Coter (apostolisch administrator: 9 juli 2022 - heden)
- sedisvacatie